# Francesco Morini
Francesco Morini (* 12. August 1944 in San Giuliano Terme (PI); † 31. August 2021) war ein italienischer Fußballspieler.
Während seiner aktiven Karriere war er Abwehrspieler. Später arbeitete er als TV-Experte beim Privatsender Telelombardia.

## Karriere

### Im Verein
Francesco Morini gab sein Serie-A-Debüt am 2. Februar 1964 für Sampdoria Genua. Im Sommer 1969 wechselte er zu Juventus Turin, wo er bis 1979 spielte. Mit Juve gewann er fünf italienische Meisterschaften sowie die Coppa Italia und in der Saison 1976/77 den UEFA-Pokal. Insgesamt absolvierte er 397 Spiele in der Serie A, konnte aber dabei kein einziges Tor erzielen. 1980 ließ Morini seine Karriere bei Toronto Blizzard in der North American Soccer League ausklingen.

### In der Nationalmannschaft
Francesco Morini debütierte am 25. Februar 1973 beim 1:0 in der Türkei in der italienischen Nationalmannschaft. Er nahm mit der Squadra Azzurra an der Weltmeisterschaft 1974 in Deutschland teil und absolvierte dabei alle drei Spiele. Sein letztes von insgesamt elf Länderspielen bestritt Morini am 8. Juni 1975 beim 0:1 in der UdSSR.

## Erfolge
- Italienische Meisterschaft: 1971/72, 1972/73, 1974/75, 1976/77, 1977/78
- Coppa Italia: 1978/79
- UEFA-Pokal: 1976/77